# Orlovka (affluente della Selemdža)
L'Orlovka (in russo Орловка?; fino al 1972 si chiamava Mamyn, Мамын) è un fiume dell'Estremo oriente russo, affluente di destra della Selemdža (bacino idrografico dell'Amur). Scorre nel Mazanovskij rajon dell'Oblast' dell'Amur.
È formato dalla confluenza dei fiumi Orlovka di sinistra (Левая Орловка) e Orlovka di destra (Правая Орловка) a un'altitudine di 268 m. (Precedentemente Mamyn di sinistra e di destra.) Il bacino del fiume si trova sull'altopiano dell'Amur e della Zeja. Scorre in direzione prevalentemente meridionale sino a sfociare nella Selemdža a 78 km dalla foce. Il fiume è lungo 208 km e il suo bacino misura 11 300 km². La corrente è moderata, la valle è paludosa. Il suo maggior affluente è il Gar'.
Nel bacino del fiume ci sono depositi di oro, minerali ferrosi e calcare.

## Storia
Il fiume è stato chiamato così in onore del guardiamarina Orlov della Compagnia russo-americana, che passò da questi luoghi nel 1847 per commerciare con gli Evenchi.